# Trichorhina paraensis
Trichorhina paraensis är en kräftdjursart som beskrevs av Souza-Kury 1997. Trichorhina paraensis ingår i släktet Trichorhina och familjen myrbogråsuggor. Inga underarter finns listade i Catalogue of Life.